# The Residences at the Ritz-Carlton (Filadelfia)
The Residences at the Ritz-Carlton – wieżowiec w Filadelfii, w stanie Pensylwania, w Stanach Zjednoczonych, o wysokości 157,9 m. Budynek został otwarty w 2009 i liczy 44 kondygnacje.